# Hugo Schmidt (General)
Hugo Schmidt (* 12. September 1885 in Gera; † 12. April 1964 in Kiel) war ein deutscher Offizier, zuletzt General der Flieger der Luftwaffe im Zweiten Weltkrieg.

## Leben
Beförderungen
- 1. April 1905 Fähnrich zur See
- 28. September 1907 Leutnant zur See
- 22. März 1910 Oberleutnant zur See
- 17. Oktober 1915 Kapitänleutnant
- 1. Januar 1924 Korvettenkapitän
- 1. Mai 1929 Fregattenkapitän
- 1. Oktober 1931 Kapitän zur See
- 1. April 1935 Oberst
- 1. Oktober 1937 Generalmajor
- 1. Oktober 1939 Generalleutnant
- 1. April 1941 General der Flieger

### Frühe Jahre
Schmidt trat am 6. April 1904 als Seekadett in die Kaiserliche Marine ein und absolvierte bis Ende September 1907 die Marineschule Mürwik. Anschließend diente er bis Frühjahr 1909 auf dem Großen Kreuzer Fürst Bismarck sowie bis zum 21. Juli 1909 auf dem Küstenpanzerschiff Frithjof. Dann fungierte er bis Ende September 1909 als Adjutant auf dem Küstenpanzerschiff Siegfried. Im Anschluss war er in der Folge bis 22. Oktober 1912 Wachoffizier bei der I., V. und VI. Torpedoboots-Halbflottille. Am 23. Oktober 1912 wurde Schmidt Kommandant des Torpedobootes T 51, dessen Posten er bis zum 21. September 1913 innehielt.

### Erster Weltkrieg
Nach der Abgabe seines Bordkommandos wechselte Schmidt als Adjutant zur Minenabteilung nach Cuxhaven über, wo er den Ausbruch des Ersten Weltkrieges erlebte. Am 4. Januar 1915 wurde er dann Kompanieführer innerhalb seines Verbandes. Man kommandierte Schmidt dann vom 29. März bis 20. Juni 1915 an die U-Boot-Schule, wo er eine entsprechende Ausbildung erhielt. Nach deren Beendigung setzte man ihn als Kommandant von U 71 (U-Minenleger), später von U 97 ein. Letzteres Kommando gab Schmidt am 12. Oktober 1917 wieder ab und stand bis zum 26. November 1917 vorübergehend zur Verfügung der II. U-Flottille bzw. der Inspektion der U-Boote. Es folgte seine Verwendung als Erster Offizier des Minenversuchsschiffes Pelikan. Diesen Posten hatte er dann über das Kriegsende hinaus bis zum 27. Dezember 1918 inne.

### Zwischenkriegszeit und Zweiter Weltkrieg
Zum 28. Dezember 1918 wechselte Schmidt als Referent in die Inspektion des Minen- und Sperrwesens über, schied jedoch schon am 1. März 1919 wieder aus dieser Position aus und kehrte bis zum 18. Mai 1919 als Erster Offizier zur Pelikan zurück. Am 19. Mai 1919 wurde Schmidt zum Kommandanten des Torpedobootes T 174, welches er bis zum 3. Juni 1920 führte. Am Folgetag wechselte er, erneut als Referent, zur Inspektion des Torpedo- und Minenwesens über, wo Schmidt bis Mitte Oktober 1923 eingesetzt wurde. Am 16. Oktober 1923 wurde er zum Ersten Offizier des Kleinen Kreuzers Medusa ernannt, dessen Posten er bis zum Ende September 1924 innehielt. Zum 1. Oktober 1924 stieg Schmidt zum Chef der neu aufgestellten 1. Minensuch-Halbflottille auf. Am 1. Oktober 1926 wurde er zum Kommandeur der IV. Marine-Artillerie-Abteilung ernannt, die er bis Ende September 1928 führte. Am 28. September 1928 wurde Schmidt zum 1. Admiralstabsoffizier im Stab der Marinestation der Nordsee ernannt und in dieser Funktion am 1. Mai 1929 zum Fregattenkapitän befördert. Am 3. Oktober 1930 wurde Schmidt dann zum Kommandeur der Schiffsstammdivision der Nordsee ernannt, wo er am 1. Oktober 1931 die Beförderung zum Kapitän zur See erhielt. Am 30. September 1932 schied Schmidt aus dem Militärdienst aus.
Am Folgetag wurde er in der Dienststellung eines L-Offiziers, Ausbildungsleiter für ehemalige Seeoffiziere im Minendienst beim Wehrkreiskommando IV, später im Wehrkreiskommando III. Zum 1. April 1935 wechselte Schmidt, unter gleichzeitiger Ernennung zum Oberst als Ergänzungsoffizier (E-Offizier) zur Luftwaffe über. Dort diente er bis Ende Juni 1935 zunächst im Stab des Luftkreis-Kommandos VI (See) in Kiel. Zum 1. Juli 1935 wurde Schmidt zum Kommandeur der Fliegerersatz-Abteilung 16 ernannt, wo er bis Ende März 1938 zugleich Fliegerhorstkommandant von Schleswig war. Am 1. April 1938 stieg Schmidt zum Wehrersatz-Inspekteur von Schwerin auf. In dieser Funktion erfolgte am 1. Oktober 1939 die Beförderung zum Generalleutnant bzw. am 1. April 1941 die zum General der Flieger. Schmidt schied am 30. November 1942 aus dem aktiven Wehrdienst aus. Nach dem Krieg wurde er am 19. Dezember 1946 verhaftet und befand sich anschließend bis 1. April 1947 in britischer Kriegsgefangenschaft.

## Auszeichnungen
- Eisernes Kreuz (1914) II. und I. Klasse[1]
- U-Boot-Kriegsabzeichen (1918)[1]
- Hanseatenkreuz Hamburg[1]
- Reußisches Ehrenkreuz III. Klasse mit Krone und Schwertern[1]
- Ehrenkreuz des Weltkrieges mit Schwertern
- Wehrmacht-Dienstauszeichnung IV. bis I. Klasse
- Kriegsverdienstkreuz (1939) II. und I. Klasse mit Schwertern